# 46e régiment d'infanterie territoriale
Le 46e régiment d'infanterie territoriale est un régiment d'infanterie de l'armée de terre française qui a participé à la Première Guerre mondiale. Le 46e Régiment d’Infanterie Territorial se mobilise à Reims le 2 août 1914. Le bataillon se composait d’hommes d’âge supérieur à 34 ans et devait rester en troisième ligne. Leurs rôles étaient d’assurer les services de gardes et de police, d’occuper les forts, d’effectuer des travaux de terrassements, de fortifications, le creusement de tranchées, d’effectuer des missions de ravitaillements et de soutien aux troupes de première ligne. Mais dès 1914, ils furent aussi utilisés en première ligne. Pendant la guerre 1914-1918, Reims étant directement menacé par l'avancée allemande et la proximité de la ligne de front, le dépôt du 46e RIT a été déplacé à Plouagat (Côtes-du-Nord) puis à Châtelaudren dans les Côtes-du-Nord, en Bretagne.

## Création et différentes dénominations
- Garde mobile de la Marne: la garde nationale mobile est l'ancêtre de l'infanterie territoriale qui fut mise sur pied pendant la Première Guerre mondiale. Le régiment reçoit son numéro par décret du 19 mars 1875, en prévision de la mobilisation[3].

## Chefs de corps

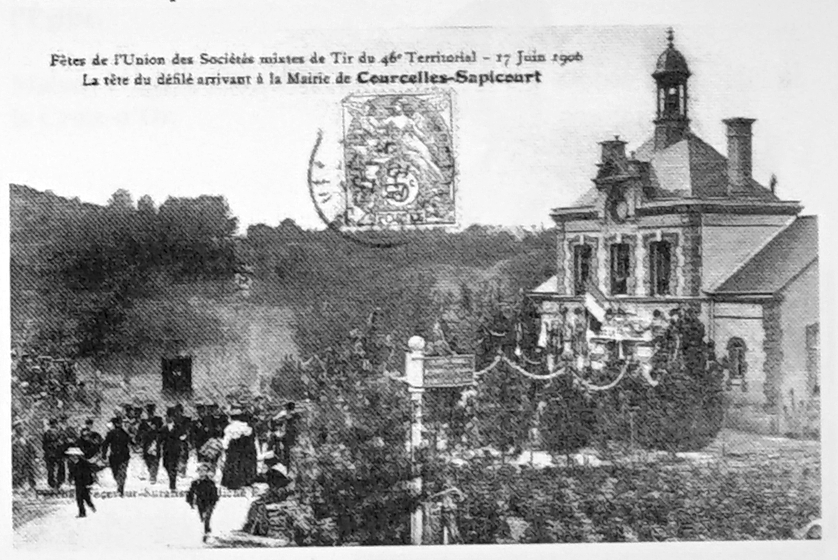
Le 17 juin 1906 les sociétés de tir du 46e régiment d'infanterie territoriale passent devant la mairie de Courcelles-Sapicourt.

- 1876-1879 : Lieutenant-colonel Charles René Marie Duhamel Vicomte de Breuil[4],[5],
- 1884 : Lieutenant-colonel François Ernest Monnac[4],[6],
- 1895 : Lieutenant-colonel Lucien Bosler[4],[7],
- 1896 : Colonel Janot[8]
- 1903 : Lieutenant-colonel Collet[4]
- 1903-1908 : Lieutenant-colonel Louis Théodore Mauroy[4],[7],
- À la mobilisation, Lieutenant-colonel Dumas
  - 1er bataillon : Chef de Bataillon Pierrard[1].
  - 2e bataillon : Chef de Bataillon de Boulard
  - 3e bataillon : Chef de Bataillon Devin[1].
- 1915 Lieutenant-colonel Brenet

## Historique des garnisons, combats et batailles du46eRIT
En 1870 se réunissait à Rosnay le troisième bataillon des Gardes mobiles de la Marne sous le commandement de Charles René Marie Duhamel. Ses 1 500 hommes avaient, le 19 juillet un fusil pour eux tous, reçurent leur équipement début août. Ils vont à Soissons, Creil Amiens, Abbeville et Chantilly le 25 septembre. En route 150 d'entre eux s'incorporèrent à l'armée de Louis Faidherbe. En février 1871 ils étaient à Lille d'où ils passèrent à Folkestone par le France  et le Finistère. De retour en France, ils sont à Cherbourg, le 24 mars, ayant refusé de prendre les armes contre la Commune, ils repartirent vers Reims par Mantes et Rouen.

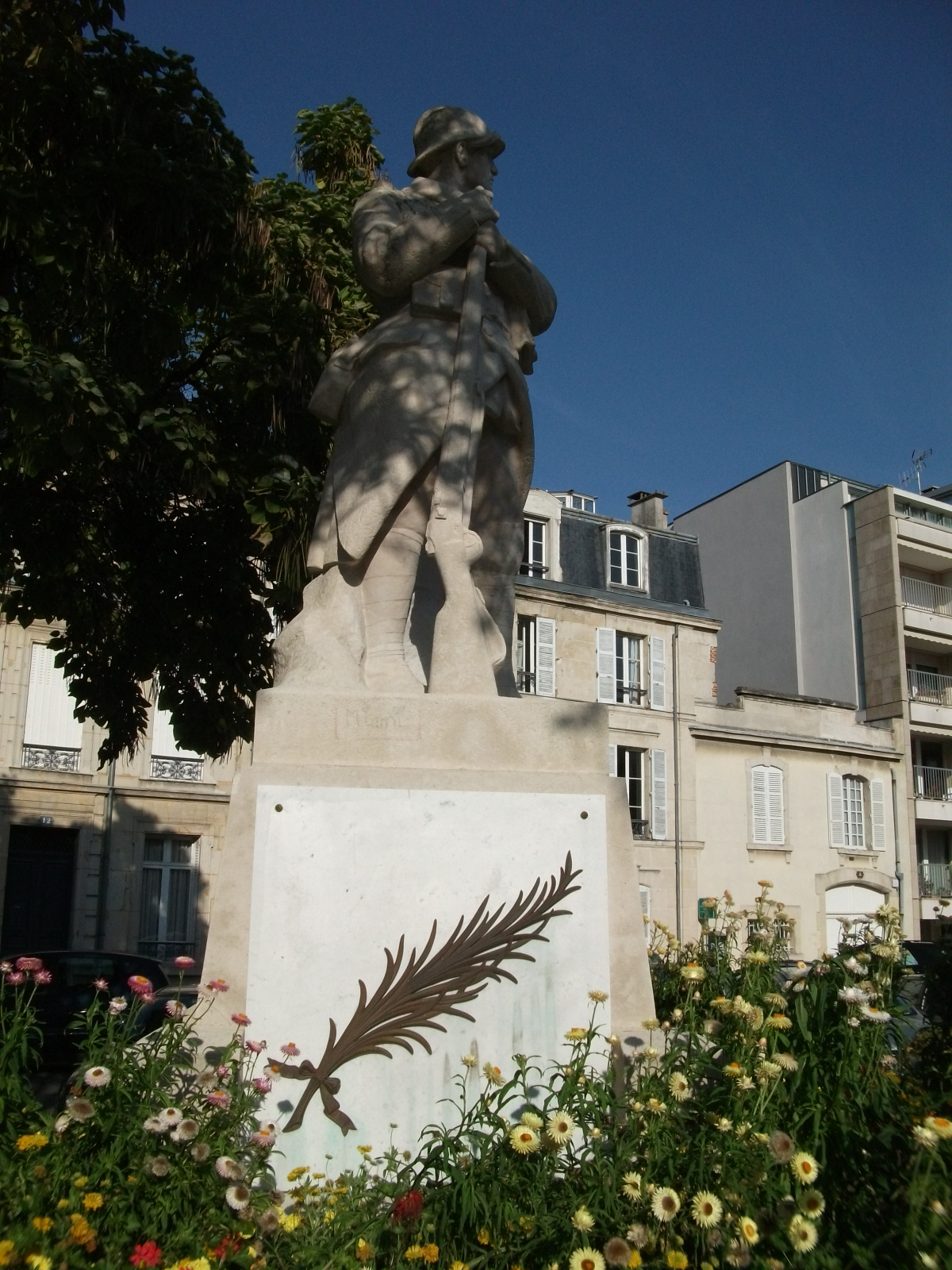
Monument aux morts des - Régiments d'infanterie et du 46e Régiment territorial, place Léon Bourgeois à Reims

### Première Guerre mondiale

#### Affectations
Le 3e bataillon est détaché à Verdun, affecté à la défense de la place de Verdun

#### 1914
À partir du 13 décembre 1914, le 1er bataillon est autorisé à s’administrer séparément.

#### 1915
Le 21 août 1915, le 3e bataillon est mis à la disposition du 2e Corps d’Armée (67e D. I., 133e brigade) à La Gauffière Rouvray et Lacroix sur Meuse.
Le 24 septembre, un bataillon du 46e R. I. T. vient occuper la cote 317 jusqu'au 21 janvier. Jusqu'au 11 avril 1916, le bataillon reste dans ce secteur ; il est relevé aux tranchées tous les 12 jours par le 2e bataillon du 32e R. I. T

#### 1916
Le 10 janvier 1916, le 3e bataillon est rattaché à la 4e D. I. Le 11 février le 46e R. I. T. n’existe plus en tant que régiment, chaque bataillon formant un corps indépendant, le drapeau est confié au 2e bataillon ; le 11 février 1916, le 1er bataillon est constitué sur le type des Bataillons d’Etapes détachés.
Le 10 avril 1916, le 3e bataillon est rattaché au 95e R. I. (16e D. I.). Le 18 mai 1916, il est rattaché au 159e R. I. (77e D. I.)
le 23 mai, un Ordre de l’Armée prescrit que les régiments de la 101e D. I. T. seront recomplétés par des prélèvements effectués sur le 3e bataillon du 46e et que celui-ci sera dissous. Le 3 juillet 1916, le 3e bataillon est dissous.

#### 1917
Le 4 janvier 1917, le 1er bataillon est définitivement désigné comme Bataillon d’Etapes de G. R.

## Drapeau
Il porte, cousues en lettres d'or dans ses plis, les inscriptions suivantes :
- Woëvre 1914-1915

## Personnages célèbres ayant servi au46eRIT
- Charles René Marie Duhamel, ancien officier au 8e Hussards, commandant du troisième bataillon des Garde mobile de Reims en 1870
- Louis Roederer fils avait fait la campagne de l’armée du Nord comme Garde nationale mobile et était capitaine au 46e régiment d'infanterie territoriale.